# Fontrabiouse
Fontrabiouse är en kommun i departementet Pyrénées-Orientales i regionen Occitanien i södra Frankrike. Kommunen ligger i kantonen Mont-Louis som tillhör arrondissementet Prades. År 2022 hade Fontrabiouse 137 invånare.

## Befolkningsutveckling
Antalet invånare i kommunen Fontrabiouse
| Referens: INSEE |